# COROT-3b
COROT-3b – obiekt astronomiczny odkryty przez misję COROT w 2008 roku, metodą tranzytu.
Dokładna natura obiektu jest trudna do określenia, ale jego wysoka masa wskazuje, że jest to brązowy karzeł. Mimo że jego promień jest niemalże równy promieniowi Jowisza, COROT-3b jest około 22 razy masywniejszy. Oznacza to, że gęstość obiektu jest dwukrotnie większa niż gęstość platyny. Okres obiegu ciała wokół jego macierzystej gwiazdy, CoRoT-3, która jest niewiele większa od Słońca, trwa około 4 dni i 6 godzin.